# Udvandrerne (film)
Udvandrerne er en svensk dramafilm fra 1971 instrueret af Jan Troell. Den er baseret på Vilhelm Mobergs romanserie af samme navn og har blandt andre Max von Sydow og Liv Ullmann i hovedrollerne.
I 1972 blev filmen fulgt op af Nybyggerne, hvor Troll vendte tilbage som instruktør.

## Handling
Karl Oskar er en fattig bonde i Småland i midten af 1800-tallet, og da høsten slår fejl og sulten nager beslutter han sammen med sin kone Kristina og sine børn at rejse til Amerika. Sammen med en lille flok mennesker fra sognet begiver de sig af sted på en ufattelig lang rejse mod en ukendt destination.

## Medvirkende (i udvalg)
- Max von Sydow som Karl-Oskar Nilsson
- Liv Ullmann som Kristina Nilsson
- Eddie Axberg som Robert Nilsson
- Pierre Lindstedt som Arvid
- Allan Edwall som Danjel
- Monica Zetterlund som Ulrika
- Hans Alfredson som Jonas Petter
- Åke Fridell som Aron på Nybacken
- Agneta Prytz som Fina-Kajsa
- Halvar Björk som Anders Månsson
- Peter Høimark som Andre styrman
- Tom Fouts som Jackson